# Akerbad
Het Akerbad of het Zuiderakerbad was een openluchtzwembad in het sinds 1921 tot de gemeente Amsterdam behorende dorp Sloten. Het bad bestond al voor 1930 en heette toen Köhlerbad, genoemd naar de eigenaar, de familie Köhler. Het bad bevond zich aan de overzijde van de Slotervaart aan de Akersluisweg nabij de Akersluis en vlak bij de Sloterbrug over de Ringvaart van de Haarlemmermeer.
Dat de Slotenaren en Amsterdammers op deze plek een bad namen heeft een lange geschiedenis. Er bevond zich op deze plek voor de droogmaking van het Haarlemmermeer in 1852 een strandje waar een omnibus uit de stad stopte. De door J.P. Amersfoordt geopende modelboerderij werd vernoemd naar de badgelegenheid: de Badhoeve. Rondom ontstond Badhoevedorp.
Het bad bestond uit een ondiep en een diep gedeelte van maximaal 3,50 meter diep waar ook de duikplank zich bevond. Verder was er een ligweide en een speeltuin. Na de voltooiing van de wijk Osdorp lag het bad bij de rand van de stad. In de begintijd was het troebele water afkomstig uit de Ringvaart. Later gebruikte men gezuiverd helder water, maar de bodem bleef vrijwel onzichtbaar en het water had een groenachtige kleur in plaats van blauwachtig zoals bij de meeste andere zwembaden. Opvallend waren de houten kleedhokjes aan weerszijden van het bad. Voor de ingang van het zwembad stond een grote kersenboom.
Het zwembad was verliesgevend en met de opening van het overdekte Sloterparkbad in 1973 en enige tijd later het daarbij behorende openluchtbad kwam er voor de bewoners van Amsterdam Nieuw-West een goed alternatief.
Op 4 januari 1974 werd besloten het zwembad af te breken. Door Rijkswaterstaat moesten werkzaamheden aan de ringdijk worden uitgevoerd, precies op de plek van het zwembad. De familie Köhler was jaren daarvoor door de gemeente uitgekocht, en het zwembad werd zo lang verpacht aan een particulier. Het zwembad kreeg daarbij de naam Akerbad, naar de nabijgelegen Akermolen en de Middelveldsche Akerpolder. Op de laatste dag dat het bad open was, werd er voor 100 gulden aan munten het zwembad ingegooid. De laatste zwemmers mochten dat geld opduiken.
Na de sloop werd op de plek van het zwembad na 2000 de woonwijk de Aker gebouwd. De Akersluisweg heet sindsdien P. Hans Frankfurthersingel.